# Діофізитство
Діофізитство (грец. δυοφυσιτισμός складається з δυο (діо), що означає «два» і φύσις (фізіс), що означає «природа») — христологічна течія, яка стверджує, що дві особи, божественна і людська, існують в одній особі Ісуса Христа. Воно відрізняється від монофізитства та міафізитства.
Розвиток діофізитної христології відбувався поступово. Він був започаткований святим Кирилом Александрійським (Отцем Церкви і Вчителем Церкви), і її комплексна термінологія була остаточно сформульована в результаті тривалих христологічних дебатів, які були постійними протягом IV і V століть нашої ери. 
Важливість діофізитства часто підкреслювали видатні представники Антіохійської богословської школи. Після численних дебатів і декількох рад, діофізитство отримало офіційну церковну форму на Четвертому Вселенському соборі, що проходив у 458 році в Халкедоні. Халкедонський Символ Віри став основою для христологічного вчення про дві природи Ісуса Христа, що проводиться до наших днів більшістю християнських церков, у тому числі: православною церквою, римо-католицькою церквою, східною католицькою церквою, англіканською церквою, старокатолицькою церквою та іншими християнськими конфесіями.  
Християни-діофізити вірять, що єдина і досконала єдність двох натур в одній іпостасі і в одній особі Ісуса Христа. Оскільки термін діофізитство використовується для опису «халкідонських» він має відмінне протилежне значення термінам «монофізитство» (уявлення про те, що Христос має тільки одну, божественну природу) та «міафізитство» (уявлення про те, що Христос є божественним і людським, але в одній природі).

## Дивись також
- Міафізитство
- Монофізитство
- Несторіанство
- Орієнтальне православ'я
- Ефеський собор
- Другий Константинопольський собор